# 朝鲜劳动党中央政治局2013年12月扩大会议
朝鲜劳动党在2013年12月8日于首都平壤召开政治局扩大会议。这也是自2010年9月朝鲜劳动党召开朝鲜劳动党第三次代表会议之后举行的第三次政治局扩大会议。

## 会议内容
会议揭发了张成泽等人反对党和革命的“宗派主义”行为，强调了对金正恩“唯一领导体系”的忠诚。会议决定给予张成泽开除党籍、开除公职，剥夺其一切头衔处分。会议决定书指责张成泽反对党的唯一领导体系，和多名女性有不正当关系。据事后朝鲜中央电视台对会议现场的报道画面显示，张成泽在会场上被穿制服的人员当场逮捕。

## 影响
张成泽是金正日时代权力巨大的人物，他的倒台，标志朝鲜劳动党不允许有“两个权力中心”的存在。张成泽是金日成的女婿，担任国防委员会副委员长、劳动党中央行政部部长，权势显赫。金正恩敢于拿张成泽开刀，也说明朝鲜党内确实存在金正恩和张成泽的争夺权力的斗争。金正恩是胜利者。
朝鲜劳动党中央政治局扩大会议8日宣布解除张成泽一切职务并开除出党后，劳动党中央机关报《劳动新闻》10日发表头版社论，要求全党、全军和全体人民团结在以金正恩为首的党中央周围，绝对并无条件服从金正恩的思想和路线。
12月12日，朝鲜国家安全保卫部军事法庭判处张成泽死刑并立即执行。这是朝鲜近16年来首次处决政治局委员级的高官，备受外界瞩目。